# Marcelo Barbosa
Marcelo Barbosa (nacido en 1975) es un guitarrista brasileño, reconocido por su asociación con importantes bandas de rock de su país como Khallice, Angra y Almah. Es el fundador de la escuela musical GTR en Brasilia y columnista frecuente de las revistas Cover Guitarra, Guitar Class y Guitar Player. Se convirtió en músico oficial de Angra en 2015, cuando reemplazó a Kiko Loureiro tras su partida a la banda estadounidense Megadeth.

## Discografía

### Solista
- Marcelo Barbosa (2008)

### Khallice
- Prophecy (1996)
- The Journey (2003)
- Inside Your Head (2008)

### Almah
- Fragile Equality (2008)
- Motion (2011)
- Unfold (2013)
- E.V.O (2016)

### Zero10
- Novodia
- Zero10

### Angra
- Ømni (2018)